# 愛のカレードスコープ
『愛のカレードスコープ』（あいのカレードスコープ）は、宝塚歌劇団雪組が上演したオムニバス形式のミュージカルである。宝塚・東京の本公演・地方公演・福岡公演の併演作はショー『アンド・ナウ!』。
形式名は「宝塚オムニバス・ロマン」。宝塚・東京は16場。
作・演出は植田紳爾。
この作品は雪組トップスター平みちと神奈美帆のお披露目公演となった。

## 公演期間と公演場所
1985年
- 6月28日 - 8月2日[3]（新人公演は7月12日[4]）宝塚大劇場
- 11月3日 - 11月27日[5]（新人公演は11月27日[4]）東京宝塚劇場

1986年
- 4月13日 - 4月29日　地方公演[2]（13日・大津、14日・彦根、16日・浜松、18日・市川、19日・伊勢崎、20日・羽生、22日・喜多方、24日・仙台、25日・浦和、26日・綾瀬、27日・成田、29日・福山）
- 5月1日 - 5日　福岡市民会館[2]
- 10月21日 - 11月10日 地方公演[2]（10月21日-22日・広島、24日・江南、25日・土岐、26日・恵那、28日・岡山、29日・徳山、31日・金沢、11月11日・鯖江、2日・安城、3日・美濃、5-6日・熊本、8日・鹿児島、9日・人吉、10日・宮崎）

## あらすじ

### 第一話
エスカミリオとクリスティーナは幼なじみの恋人同士。エスカミリオはクリスティーナの両親がエスカミリオが立派なマタドールに出世すれば結婚を許すというのでトレドへ出てきたが、今はまだ牛の世話や乳搾りをしている身。エスカミリオは故郷のクリスティーナを思い「今流行のマタドールであるイグナシオは自分である」と嘘の手紙を書いてしまった。しかしその手紙を読んだクリスティーナと両親がエスカミリオを訪ねて来ることになってしまい、エスカミリオは友人たちの助けを借りイグナシオになりすませてしまおうと考えるが…。

### 第二話
ニューヨークの下町。このあたりで大きな縄張りを持つジョージ・シュナイダーは交通事故でカレンという少女を失明させてしまい、その責任からカレンを可愛がり治療に通わせていた。また自分がライバルギャングのマジソンを殺して縄張りを大きくした素性は隠したままでいた。ある日、刑事アランはジョージを「マジソン殺害を自白しなければカレンに素性をばらす」と脅迫するが…。

### 第三話
14歳のマリー・アントワネットは近衛隊長のビクトール・ローゼンベルクに恋をし、また周りもそれを見守っていた。だがしかし女王マリア・テレジアはマリーをフランスのルイ16世の妃にする話を進めていた。結婚が決まり、マリーがフランスへと出発する日が近づいたとき、ビクトールはマリーのフランス行きの護衛の任務につくように任命される…。

## スタッフ（1985年 宝塚・東京）
- 作・演出：植田紳爾
- 作曲・編曲：寺田瀧雄
- 編曲：入江薫
- 音楽指揮：野村陽児（宝塚）、大谷肇[5]（東京）
- 振付：喜多弘・羽山紀代美・黒瀧月紀夫
- 装置：渡辺正男
- 衣装：静間潮太郎
- 照明：今井直次
- 小道具：榎本満春
- 効果：扇野信夫
- 音響監督：松永浩志
- 演技監督：美吉左久子
- 演出助手：谷正純・日比野桃子
- 舞台進行：田中利彦
- 制作：山田謙治
- 製作担当：横山美次[5]（東京）

東京以外の出典は『宝塚80年史』

## キャスト

### 1985年（宝塚・東京）
※不明点は空白とする。

#### プロローグ
| 役名  | 本公演            | 新人公演              |
| ----- | ----------------- | --------------------- |
| 紳士S | 平みち            | 一路万輝              |
| 淑女S | 神奈美帆          | 紫とも                |
| 紳士A | 尚すみれ 杜けあき | 安輝ひさと 高嶺ふぶき |

#### 第一話
| 役名           | 本公演     | 新人公演   |
| -------------- | ---------- | ---------- |
| エスカミリオ   | 平みち     | 高嶺ふぶき |
| クリスティーナ | 神奈美帆   | 美月亜優   |
| カルロス       | 沙羅けい   | 文月玲     |
| エスメラルダ   | 木花咲耶   | 立原かえ   |
| イグナシオ     | 千城恵     | 美樹さやか |
| イザベル       | 北いずみ   |            |
| ソニヤ         | 岸香織     |            |
| マチルダ       | 晃みやび   |            |
| ロリータ       | 裕あゆむ   |            |
| ルチヤ         | 加茂千条   |            |
| マリータ       | 飛鳥裕     |            |
| ファニータ     | 花鳥いつき |            |
| カロリーヌ     | 琴月千湖   |            |
| メリーヌ       | 彩辰美     |            |
| ローラ         | 明都ゆたか |            |
| マルタ         | 野添さゆ紀 |            |
| フラメンコの男 | 杜けあき   | 古代みず希 |

#### 第二話
| 役名           | 本公演     | 新人公演   |
| -------------- | ---------- | ---------- |
| ジョージ       | 平みち     | 安輝ひさと |
| カレン         | 神奈美帆   | 桂あさひ   |
| アラン         | 尚すみれ   | 古代みず希 |
| エドナ         | 鳩笛真希   | 千種まみ   |
| ポール         | 奈々央とも |            |
| オスカー       | 北斗ひかる |            |
| ウイリー       | 箙かおる   |            |
| ジム           | 一路万輝   |            |
| トム           | 岬甲       | 醐代かつら |
| アル           | 安輝ひさと | 高梨順     |
| ブルースの歌手 | 杜けあき   | 明都ゆたか |

#### 第三話
| 役名                     | 本公演                            | 新人公演   |
| ------------------------ | --------------------------------- | ---------- |
| ビクトール               | 平みち                            | 一路万輝   |
| マリー・アントワネット   | 神奈美帆                          | 紫とも     |
| カール王子               | 杜けあき                          | 鮎ゆうき   |
| マリア・テレジア         | 三鷹恵子                          | 明都ゆたか |
| アマリーエ               | 美風りざ                          | 早原みゆ紀 |
| バルテンシュタイン男爵   | 克沙千世                          |            |
| ベンツェルカウニッツ伯爵 | 青樹りょう                        |            |
| ヨハン                   | 真咲佳子                          |            |
| エリザベート             | 銀あけみ                          |            |
| エンツェンブルグ夫人     | 一原けい                          |            |
| ゲオルクロイター         | 亜実じゅん                        |            |
| バーゲンザイル           | 真笛ひびき                        |            |
| ペトラッシュ夫人         | 上代粧子                          |            |
| ポンヤトフスキー         | 古代みず希                        |            |
| オルガ                   | 立原かえ                          |            |
| テレサ                   | 光木裕                            |            |
| ワルツの歌手             | 杜けあき                          | 光木裕     |
| ワルツの歌手A            | 千城恵 北斗ひかる 箙かおる 飛鳥裕 |            |

#### フィナーレ
| 役名          | 本公演            | 新人公演   |
| ------------- | ----------------- | ---------- |
| ラテンの歌手S | 平みち            | 一路万輝   |
| ラテンの女S   | 神奈美帆          | 紫とも     |
| ラテンの男S   | 尚すみれ 杜けあき | 高嶺ふぶき |

### 1986年（4月地方・福岡）
※地方公演、福岡公演共通。
| 役名         | 生徒名（団員名） |
| ------------ | ---------------- |
| エスカミリオ | 平みち           |
| クリスチーナ | 神奈美帆         |
| ソニヤ       | 真咲佳子         |
| イグナシオ   | 千城恵           |

| 役名     | 生徒名（団員名） |
| -------- | ---------------- |
| ジョージ | 平みち           |
| カレン   | 神奈美帆         |
| アラン   | 箙かおる         |
| オスカー | 北斗ひかる       |

| 役名             | 生徒名（団員名） |
| ---------------- | ---------------- |
| ビクトール       | 平みち           |
| マリー           | 神奈美帆         |
| カール           | 一路真輝         |
| マリア・テレジア | 晃みやび         |

### 1986年（10月-11月地方）
| 役名           | 生徒名（団員名） |
| -------------- | ---------------- |
| エスカミリオ   | 平みち           |
| クリスティーナ | 神奈美帆         |

| 役名     | 生徒名（団員名） |
| -------- | ---------------- |
| ジョージ | 平みち           |
| カレン   | 神奈美帆         |

| 役名       | 生徒名（団員名） |
| ---------- | ---------------- |
| ビクトール | 平みち           |
| マリー     | 神奈美帆         |

- カール王子、フラメンコの歌手、ブルースの歌手 - 杜けあき[2]

## メディア
映像
- 「愛のカレードスコープ」関西テレビ　1985年8月24日放送
- 「愛のカレードスコープ」wowow  1993年12月1日放送
- 「愛のカレードスコープ」タカラヅカスカイステージ詳細ページTAKARAZUKA SKY STAGE
- 愛のカレードスコープ（アンド・ナウ！資料映像付き）（1985年雪組・宝塚）タカラヅカスカイステージ詳細ページ

レコード
- TMP-1091~92「愛のカレードスコープ」「アンド・ナウ！」実況録音盤。

配信
- 雪組 大劇場「愛のカレードスコープ/アンド・ナウ!」配信deタカラヅカ(宝塚クリエイティブアーツ)